# Dimos Igoumenitsa
Dimos Igoumenitsa (Igoumenitsa) är en kommun i Grekland.   Den ligger i prefekturen Thesprotia och regionen Epirus, i den västra delen av landet, 300 km nordväst om huvudstaden Aten. Antalet invånare är 24 130.